# Colin Pates
Colin George Pates (* 10. August 1961 in Carshalton, London) ist ein ehemaliger englischer Fußballspieler. Als klassischer Innenverteidiger, der neben gelegentlichen Ausflügen ins Mittelfeld als „Linksfuß“ auch auf der linken Außenverteidigerposition eingesetzt werden konnte, bildete er lange Jahre beim FC Chelsea mit Joe McLaughlin die Abwehrmitte und war später noch für die Londoner Rivalen Charlton Athletic und FC Arsenal aktiv. Zum Ende der 1990er-Jahre sammelte er zudem bei semiprofessionellen Klubs Erfahrungen als Trainer.

## Sportlicher Werdegang

### FC Chelsea (1979–1988)
Nachdem er sich im August 1977 der Jugendabteilung des FC Chelsea angeschlossen und im Juli 1979 den ersten Profivertrag unterzeichnet hatte, debütierte Pates am 10. November 1979 in einer Zweitligapartie gegen den FC Orient, die spektakulär mit einem 7:3-Sieg endete. Dabei profitierte er von einer Verletzung bei Stamminnenverteidigers Micky Droy und nach seiner ersten Einwechslung kam er in der Saison 1979/80 noch in 16 weiteren Meisterschaftsbegegnungen zum Einsatz. Positiv fiel vor allem seine bereits in jungen Jahren ausgeprägte Spielintelligenz auf und seine Flexibilität machte ihn bei Trainer Geoff Hurst zu einem beliebten „Aushilfsspieler“. Bei seinen 15 Ligaauftritten während der Saison 1980/81 kam er auf allen Verteidigerpositionen in der Viererkette zum Zuge, bevor der neue Trainer John Neal die Idee zu einem Innenverteidigerduo mit Droy und Pates entwickelte – während Pates durch Zweikampf- und Kopfballstärke auffiel, zeigte sich Droy technisch versierter. Pates absolvierte in der Spielzeit 1981/82 alle 42 Ligapartien, aber den persönlichen Höhepunkt erlebte er im Februar 1982 beim 2:0-Überraschungssieg gegen den FC Liverpool im FA Cup, bei dem er sehr erfolgreich im Mittelfeld aushalf.
In einer sportlich schwierigen Saison 1982/83 wechselte Pates stetig und nach Bedarf seine Position zwischen Abwehr und Mittelfeld, nachdem diverse Schwachstellen in der Mannschaft dem Klub fast den Abstieg in die dritte Liga einbrachten. Mit nur zwei Punkten Differenz wurde der Klassenerhalt bewerkstelligt und weitgehende Kaderumstrukturierungen waren die Folge. Eine wichtige Entscheidung war diesbezüglich die Verpflichtung des Schotten Joe McLaughlin, mit dem Pates fortan die Innenverteidigung bildete. Das Duo harmonierte dabei auf Anhieb so gut, dass die Tage von Micky Droy – damals amtierender Kapitän und „Legende“ des FC Chelsea – gezählt waren. Nach Weihnachten 1982 war Partes dann selbst Mannschaftsführer und in dieser Rolle führte er das Team zum Zweitligatitel und Aufstieg in die First Division. In seiner ersten Saison in der höchsten englischen Spielklasse belegte der FC Chelsea einen überraschend guten sechsten Platz und Pates' Bedeutung für die Mannschaft wurde vor allem während seiner kurzen Abwesenheit und den dabei erlittenen Niederlagen gegen Coventry City und Ipswich Town deutlich. Sein erstes Tor in der First Division gelang ihm beim 4:3-Sieg gegen den späteren Meister FC Everton.
Die positive Entwicklung setzte sich in der Saison 1985/86 fortan, als der FC Chelsea zeitweise sogar im erweiterten Kreis der Titelanwärter zu finden war und am Ende mit dem Full Members Cup eine nicht unbedeutende Trophäe errang. Pates' konstant zuverlässige Darbietungen gaben sogar Anlass zur Hoffnung, dass dieser in die englische Nationalmannschaft für die anstehende WM 1986 in Mexiko berufen werden könnte, was sich letztlich aber nicht erfüllte. Trainer John Hollins, der seit 1985 die Geschicke des Vereins steuerte, verpflichtete schließlich mit Steve Wicks einen neuen Innenverteidiger und Pates wechselte zu Beginn der Saison 1986/87 überraschend auf die Linksverteidigerposition. Als Wicks sich jedoch verletzte, kehrte Pates zunächst auf seinen angestammten Posten zurück, half später im Mittelfeld aus und verhinderte in den letzten Partien der enttäuschend verlaufenden Spielzeit den Abstieg auf der Abwehrposition. Die Probleme nahmen fortan weiter zu, als Pates zunächst die Kapitänsbinde verlor und bis Oktober aufgrund einer Operation ausfiel. Der FC Chelsea manövrierte sich gleichzeitig in eine Abwärtsspirale und als die Saison in die entscheidende Phase ging, meldete sich Pates im März 1988 erneut verletzt. Schließlich endete die Spielzeit nach einer Play-off-Niederlage gegen die Blackburn Rovers mit dem bitteren Abstieg in die Second Division. Dort rückte Pates nach der Verpflichtung von Graham Roberts wieder ins Mittelfeld auf, bevor er Ende Oktober 1988 zu Charlton Athletic wechselte und damit in die First Division zurückkehrte.

### Letzte Karrierestationen (1988–1995)
Nach einer ersten Saison 1988/89 für die „Addicks“, die mit dem Klassenerhalt und 21 Ligaeinsätzen für Pates endete, verpflichtete der Verein im Sommer 1989 Joe McLaughlin und so war das alte Innenverteidigerduo wiedervereinigt. Dieses hielt jedoch nur fünf Monate, bevor sich Pates im Januar 1990 in Richtung des FC Arsenal verabschiedete – Charlton stieg letztlich abgeschlagen als Tabellenvorletzter ab.
Bei den „Gunners“ war Pates vornehmlich als zusätzliche Absicherung für die Stammspieler im Verletzungsfall vorgesehen und so kam er bis zum Sommer 1993 nur auf drei Ligaeinsätze, wozu lediglich eine Partie in der Meistersaison 1990/91 zählte. Stattdessen kam er auf Leihbasis ab Februar 1991 beim Zweitligisten Brighton & Hove Albion zu 17 Ligaeinsätzen und nach einer kurzen Serie beim FC Arsenal zwischen Oktober und November 1991 und insgesamt sieben Ligaeinsätzen in der Saison 1992/93 wechselte er Ende August 1993 auf fester Vertragsbasis nach Brighton.
Bei den „Möwen“ agierte Pates gleichsam als Innenverteidiger als auch auf der linken Außenbahn. In der Saison 1994/95 musste er dann unfreiwillig aufgrund anhaltender Knieprobleme seine aktive Profikarriere beenden. Danach war er im semiprofessionellen Bereich bei Crawley Town und dem FC Romford beschäftigt, wobei er in Crawley das Amt des Spielertrainers bekleidete. Zwischen 1998 und 1999 war er Trainer von Wingate & Finchley, woraufhin er 2001 nach Croydon an die Whitgift School wechselte.

## Titel/Auszeichnungen
- Full Members Cup (1): 1986
- UEFA-Juniorenturnier (1): 1980